# Liste der Vizegouverneure von Alabama

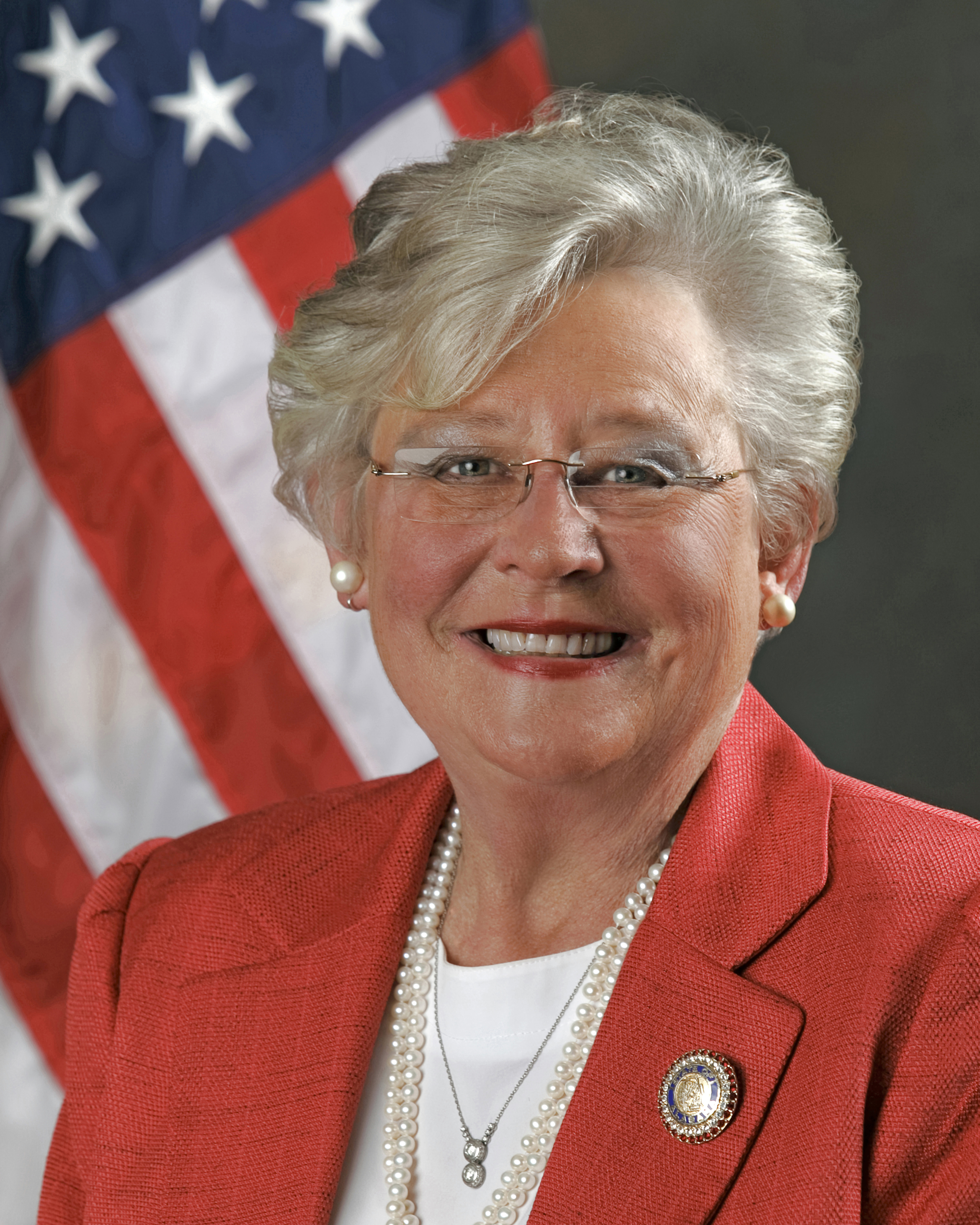
Kay Ivey, von 2011 bis 2017 Vizegouverneurin von Alabama

Das Amt des Vizegouverneurs (Lieutenant Governor) im US-Bundesstaat Alabama wurde durch die Staatsverfassung von 1867 geschaffen, durch die Staatsverfassung von 1875 wieder abgeschafft und erst durch die Staatsverfassung von 1901 wieder eingeführt. Der Vizegouverneur wird in einer separaten Wahl (nicht auf einem sogenannten ticket zusammen mit dem Gouverneur) vom Volk bestimmt.
| Name                          | Amtszeit  | Partei       |
| ----------------------------- | --------- | ------------ |
| Andrew J. Applegate           | 1868–1870 | Republikaner |
| Edward Hawthorne Moren        | 1870–1872 | Demokrat     |
| Alexander McKinstry           | 1872–1874 | Republikaner |
| Robert Fulwood Ligon          | 1874–1876 | Demokrat     |
| Amt abgeschafft               |           |              |
| Russell McWhortor Cunningham  | 1901–1907 | Demokrat     |
| Henry Bramlette Gray          | 1907–1911 | Demokrat     |
| Walter Dudley Seed            | 1911–1915 | Demokrat     |
| Thomas Erby Kilby             | 1915–1919 | Demokrat     |
| Nathan Lee Miller             | 1919–1923 | Demokrat     |
| Charles Samuel McDowell       | 1923–1927 | Demokrat     |
| William Columbus Davis        | 1927–1931 | Demokrat     |
| Hugh Davis Merrill            | 1931–1935 | Demokrat     |
| Thomas E. Knight              | 1935–1939 | Demokrat     |
| Albert Augustus Carmichael    | 1939–1943 | Demokrat     |
| Leven Handy Ellis             | 1943–1947 | Demokrat     |
| James Clarence Inzer          | 1947–1951 | Demokrat     |
| James Browning Allen          | 1951–1955 | Demokrat     |
| William Guy Hardwick          | 1955–1959 | Demokrat     |
| Albert Burton Boudwell        | 1959–1963 | Demokrat     |
| James Browning Allen          | 1963–1967 | Demokrat     |
| Albert Preston Brewer         | 1967–1968 | Demokrat     |
| vakant                        |           |              |
| Jere Locke Beasley            | 1971–1979 | Demokrat     |
| George Duncan Hastie McMillan | 1979–1983 | Demokrat     |
| William Joseph Baxley         | 1983–1987 | Demokrat     |
| James Elisha Folsom           | 1987–1993 | Demokrat     |
| vakant                        |           |              |
| Donald Eugene Siegelman       | 1995–1999 | Demokrat     |
| Stephen Ralph Windom          | 1999–2003 | Republikaner |
| Lucy Baxley                   | 2003–2007 | Demokrat     |
| James Elisha Folsom           | 2007–2011 | Demokrat     |
| Kay Ellen Ivey                | 2011–2017 | Republikaner |
| vakant                        |           |              |
| Will Ainsworth                | seit 2019 | Republikaner |